# Ashitaka
 (avril 2017).
Si vous disposez d'ouvrages ou d'articles de référence ou si vous connaissez des sites web de qualité traitant du thème abordé ici, merci de compléter l'article en donnant les références utiles à sa vérifiabilité et en les liant à la section « Notes et références ».
Ashitaka (アシタカ, Ashitaka) est un personnage de fiction du film d'animation japonais Princesse Mononoké réalisé par Hayao Miyazaki.

## Histoire
- Si vous ne connaissez pas le sujet, laissez ce bandeau (vous pouvez alors contacter les auteurs).
- Si vous supprimez le contenu mis en cause (vous pouvez préalablement contacter les auteurs),

argumentez précisément cette suppression dans la page de discussion
(un manque de référence n'est pas un argument ; une recherche réelle de référence doit avoir été effectuée, être formellement documentée).
Ashitaka est le prince de la tribu des Emishi. Après avoir tué un dieu démon (祟り神, Tatari gami, litt. « Dieu maudit ») qui menaçait son village, il se retrouve maudit et quitte donc son village pour chercher pourquoi ce dieu est devenu maléfique. Alors commence sa quête et aussi le film. Au départ sa quête n’a pas pour but de rechercher la guérison. Sachant que sa mort n’est que retardée, il veut tout d’abord comprendre pourquoi il va mourir. En découvrant un monde totalement nouveau (il ne faut pas oublier qu’Ashitaka vient d’un village reculé hors de tout contact avec l’extérieur), il va tâcher de le comprendre, puis d’essayer de dénouer le problème grâce à son regard extérieur. Il tente aussi désespérément de porter sur le monde un regard sans haine, c'est-à-dire neutre : en effet, son mal se nourrit de sa colère (ceci n'est pas dit explicitement dans le film, mais transparaît) et des autres sentiments néfastes (quand il attaque le samouraï par exemple), il ne prend donc pas parti afin de ne pas ressentir de tels sentiments. C’est donc une quête initiatique dans lequel le héros va apprendre et analyser un monde nouveau.
Ashitaka peut être considéré comme le réel héros du film. En effet, l’histoire tourne autour de lui, et de sa quête, et c’est à travers ses yeux que l’on découvre tour à tour les différents personnages. L’identification est aussi automatique : c’est un personnage brave, il ne recule pas devant le danger, tente d’aider son prochain et lutte contre son destin. De plus, malgré son ignorance, il porte un regard juste et objectif sur le monde. Enfin, c’est un combattant aux capacités surnaturelles, ce qui ne lui retire rien.
Ashitaka se retrouve déchiré au milieu d’un conflit dans lequel il est mêlé contre sa volonté. Il ne peut prendre parti sous peine d’une mort rapide : s’il penche d’un côté, il sera amené à détester l’autre, et son mal n’en prendra que plus d’ampleur. Malgré tout, l’évolution de sa tâche lui fera bien comprendre qu’il reste un humain et qu’il reste attaché à ses sentiments d’humains. La haine est partie intégrante de l'espèce humaine, et même lui, malgré sa sagesse, ne peut s’y opposer. Il sera quand même le seul à proposer, tout le long du film, une vision utopique : il pense que les deux parties peuvent vivre en paix et coexister, alors que tous les autres personnages n’ont qu’une pensée : exterminer leurs adversaires.
Mais malgré toute sa bonne volonté, Ashitaka sera plus souvent spectateur qu'acteur. Il ne peut sauver les villageois lors de l’attaque des samouraïs, il ne peut changer le cours de la bataille entre les sangliers et les chasseurs, il ne peut empêcher dame Eboshi de tuer le dieu cerf. Cela vient aussi de sa neutralité : il est seul à croire en sa vision, et ne réussit pas à convaincre les autres d’une autre issue que l’extermination de l’autre camp.
Mais sa neutralité n’est pas que provoquée par sa tâche. En effet, s'il s’efforce malgré tout de servir de trait d’union entre les deux camps, c’est qu’il est attaché aux deux par quelque chose et souhaite pouvoir vivre en paix avec les deux. En effet, il veut vivre son amour pour San (et à travers elle, de la forêt) sans renier sa nature d’humain. Mais s'il recherche sa stabilité, il cherche aussi celle du monde. Ce conflit est contre ses opinions basées sur le respect de la nature (les Emishi était une société basée sur le shintoïsme traditionnel), et il souhaite donc rétablir un ordre naturel qui lui semble plus juste et raisonnable qu’un conflit.
On ne peut parler d’Ashitaka sans parler de sa monture, Yakuru. Cet animal est un mélange de bouquetin (pour les cornes) et de cerf à poils longs (pour le corps). L’espèce (yakkle) a été inventée par Miyazaki pour l’occasion, mais le travail au niveau du mouvement est très réaliste par rapport à celui d'un cerf. Yakuru est un symbole très fort dans le film : il est la preuve que les humains et les animaux peuvent coexister sans problème. À de nombreux moments du film, la complicité entre Ashitaka et sa monture est montrée : ils se comprennent d’un signe, voire d’un regard. De même, Yakuru, même blessé, cherche à continuer à suivre Ashitaka. À l’inverse, on voit Ashitaka manger la même nourriture que la bête, et cherche à le protéger malgré lui. Il est l’exemple même de la solution que propose Ashitaka.
Ashitaka est un personnage assez traditionnel de l’univers de Miyazaki. Fort, possédant de nombreuses qualité, il est le type même du héros qui devrait énerver par sa perfection. Malgré tout, Miyazaki réussit à le rendre attachant en lui donnant des défauts, et surtout un destin profondément tragique. Ashitaka lutte contre l’obstination des humains et des bêtes malgré le maléfice qui le ronge. Il donne tout pour les autres, et au lieu de penser à lui dans ses derniers instants, il ne cherche qu’à dénouer le conflit. Sa fin reste logique : il réussit à concilier les deux options qui le tiraillaient et survit. Cette fin reste en continuité du film, et correspond au personnage et à sa volonté de concilier ses deux penchants.

## Œuvres où le personnage apparaît

### Film d’animation
- 1997 : Princesse Mononoké

### Manga
- 2000 : Princesse Mononoké

### Théâtre
- 2013 : Princesse Mononoké

### Anime comicsjaponais (tankōbon)
- (ja) Hayao Miyazaki, もののけ姫, t. 1, Tokyo, Tokuma Shoten,‎ 1997, couverture couleur, broché (ISBN 4-19-770052-0, OCLC 690774490)
- (ja) Hayao Miyazaki, もののけ姫, t. 2, Tokyo, Tokuma Shoten,‎ 1997, couverture couleur, broché (ISBN 4-19-770053-9, OCLC 690774435)
- (ja) Hayao Miyazaki, もののけ姫, t. 3, Tokyo, Tokuma Shoten,‎ 1997, couverture couleur, broché (ISBN 4-19-770054-7, OCLC 690774347)
- (ja) Hayao Miyazaki, もののけ姫, t. 4, Tokyo, Tokuma Shoten,‎ 1997, couverture couleur, broché (ISBN 4-19-770055-5, OCLC 690774234)

### Anime comicsjaponais (kanzenban)
- (ja) Hayao Miyazaki, もののけ姫, t. 1, Tokyo, Tokuma Shoten,‎ 1er juin 2000 (1re éd. 1997), 169 p., couverture couleur, broché (ISBN 4-19-770069-5, OCLC 166448685, présentation en ligne)
- (ja) Hayao Miyazaki, もののけ姫, t. 2, Tokyo, Tokuma Shoten,‎ 1er juin 2000 (1re éd. 1997), 169 p., couverture couleur, broché (ISBN 4-19-770073-3, OCLC 166451356, présentation en ligne)
- (ja) Hayao Miyazaki, もののけ姫, t. 3, Tokyo, Tokuma Shoten,‎ 1er juin 2000 (1re éd. 1997), 169 p., couverture couleur, broché (ISBN 4-19-770074-1, OCLC 166451357, présentation en ligne)
- (ja) Hayao Miyazaki, もののけ姫, t. 4, Tokyo, Tokuma Shoten,‎ 1er juin 2000 (1re éd. 1997), 169 p., couverture couleur, broché (ISBN 4-19-770075-X, présentation en ligne)
- (ja) Hayao Miyazaki, もののけ姫, t. 5, Tokyo, Tokuma Shoten,‎ 1er juin 2000 (1re éd. 1997), 169 p., couverture couleur, broché (ISBN 4-19-770076-8, OCLC 166448687, présentation en ligne)

### Anime comicsfrançais
- Hayao Miyazaki (trad. Illan Nguyen), Princesse Mononoké, t. 1, Grenoble, Glénat, coll. « Ghibli », 21 janvier 2000, 144 p., 130 cm × 180 cm, couverture couleur, broché (ISBN 978-2-7234-3180-4 et 2723431800, OCLC 690774490, présentation en ligne)
- Hayao Miyazaki (trad. Illan Nguyen), Princesse Mononoké, t. 2, Grenoble, Glénat, coll. « Ghibli », 21 janvier 2000, 144 p., 130 cm × 180 cm, couverture couleur, broché (ISBN 978-2-7234-3181-1 et 2723431819, OCLC 690774435, présentation en ligne)
- Hayao Miyazaki (trad. Illan Nguyen), Princesse Mononoké, t. 3, Grenoble, Glénat, coll. « Ghibli », 24 avril 2000, 144 p., 130 cm × 180 cm, couverture couleur, broché (ISBN 978-2-7234-3217-7 et 2723432173, OCLC 690774347, présentation en ligne)
- Hayao Miyazaki (trad. Illan Nguyen), Princesse Mononoké, t. 4, Grenoble, Glénat, coll. « Ghibli », 24 avril 2000, 144 p., 130 cm × 180 cm, couverture couleur, broché (ISBN 978-2-7234-3218-4 et 2723432181, OCLC 690774234, présentation en ligne)

### Artbookjaponais
- (ja) Hayao Miyazaki, The art of the Princess Mononoke, Tokyo, Tokuma Shoten, 1997, 223 p., 30 cm, couverture couleur (ISBN 4-19-810002-0, OCLC 50072159, DNB 961877898, présentation en ligne)

### Artbookfrançais
- Hayao Miyazaki, Princesse Mononoké : Le Livre du film, Paris, Dreamland, coll. « Le Livre du film », 29 février 2000, 224 p., 30 cm, couverture couleur (ISBN 2-910027-45-7, ISSN 1281-7880, OCLC 468854157)